# Stock (Oberhofen am Irrsee)
Pour les articles homonymes, voir Stock (homonymie).
Stock est une localité autrichienne. Elle fait partie de la commune de Oberhofen am Irrsee du district de Vöcklabruck en Haute-Autriche.